# Ігнасіо Кальє
Ігнасіо Кальє (ісп. Ignacio Calle, 16 листопада 1930, Медельїн — 24 лютого 1982, Медельїн) — колумбійський футболіст, що грав на позиції захисника.
Виступав за клуб «Атлетіко Насьйональ», а також національну збірну Колумбії.

## Клубна кар'єра
У дорослому футболі дебютував 1951 року виступами за команду «Атлетіко Насьйональ», кольори якої і захищав протягом усієї своєї кар'єри гравця, що тривала цілих п'ятнадцять років. Більшість часу, проведеного у складі «Атлетіко Насьйональ», був основним гравцем захисту команди і 1954 року став чемпіоном Колумбії. По завершенні кар'єри гравця працював тренером у клубах «Санта-Фе» та «Америка де Калі».

## Виступи за збірну
20 січня 1957 року дебютував в офіційних матчах у складі національної збірної Колумбії в програному 2:3 матчі кваліфікаційного матчу чемпіонату світу 1958 року з Парагваєм. Останній раз за збірну зіграв 4 квітня 1962 року в товариському матчі з Мексикою (2:2).
Пізніше того ж року у складі збірної був учасником чемпіонату світу 1962 року у Чилі, але на поле не виходив.
Загалом протягом кар'єри у національній команді, яка тривала 6 років, провів у її формі 9 матчів.
Помер 24 лютого 1982 року на 52-му році життя.